# Ubertino da Casale
Ubertino da Casale (v česky psaných textech někdy zmiňován jako Ubertin z Casale, jméno v dobové italštině psáno i jako Ubertino de Casale nebo Ubertino di Casale; 1259 Casale – 1329) byl italský theolog a člen Františkánského řádu.
Společně s Michelem z Ceseny patřil mezi vedoucí osobnosti bratříčků (lat. Fraticelli de paupere vita).

## Život
Ubertino da Casale vstoupil do řádu někdy okolo roku 1273. Podporoval přísný výklad řádové řehole, zejména kladl důraz na chudobu řádu. To jej, spolu s některými jeho spolupracovníky, přivedlo do konfliktu s církevní hierarchií a zejména papežem Janem XXII. a v roce 1317 musel opustit jak papežský dvůr, tak františkánský řád a vstoupit do benediktinského kláštera Gembloux v Lutyšské diecézi. Zemřel okolo roku 1330, podle některých tvrzení byl zavražděn na papežův příkaz.

## Dílo
Byl autorem díla Arbor vitae crucifixae Jesu Christi.

## Zpodobnění v umění
Jeho jméno je, jako člověka, který trvá na přílišné chudobě, zmíněno Františkem z Assisi v Dantově Božské komedii, a jako vedlejší postava vystupuje v románu Umberta Eca Jméno růže.